# 宮崎裕助
宮﨑 裕助（みやざき ゆうすけ、1974年 - ）は、日本の哲学者。専修大学文学部教授。
学位は、博士（学術）（東京大学・2007年）。

## 略歴
- 1997年3月、東北大学文学部哲学科卒業
- 2007年12月、東京大学大学院総合文化研究科超域文化科学専攻表象文化論コース博士課程修了（博士論文「判断と崇高　カントと美的-政治的判断力における決定の問題」[1]）
- 2008年4月、新潟大学人文学部人間学講座准教授（2010年03月まで）
- 2010年4月、新潟大学人文学部人文学科准教授
- 2012年4月、新潟大学大学院現代社会文化研究科現代文化専攻准教授
- 2021年、専修大学文学部教授

## 研究
専門は、ヨーロッパの現代哲学。主に、20世紀フランスの哲学者ジャック・デリダの言語哲学及び政治哲学に関する研究と、18世紀ドイツの哲学者イマヌエル・カントの美学に関する研究を行っている。

## 著書
- 『判断と崇高 - カント美学のポリティクス』（知泉書館、新潟大学人文学部研究叢書） 2009年：博士論文の書籍化
- 『ジャック・デリダ - 死後の生を与える』（岩波書店） 2020
- 『読むことのエチカ - ジャック・デリダとポール・ド・マン』(青土社) 2024
- 『25年後の東浩紀: 「存在論的、郵便的」から「訂正可能性の哲学」へ』共著　（読書人）2024

## 翻訳
- 『有限責任会社』（ジャック・デリダ、高橋哲哉, 増田一夫共訳、法政大学出版局） 2003
- 『盲目と洞察 - 現代批評の修辞学における試論』（ポール・ド・マン、木内久美子共訳、月曜社） 2012
- 『哲学への権利 2』（ジャック・デリダ、西山雄二, 立花史, 馬場智一, 藤田尚志, 津崎良典共訳、みすず書房） 2015
- 『この生 - 世俗的信と精神的自由』（マーティン・ヘグルンド、木内久美子・小田透共訳、名古屋大学出版会 ） 2024

## 論文
- 国立情報学研究所収録論文 国立情報学研究所